# Monte de Ottar
O Monte de Ottar ou Ótaro (em sueco: Ottarshögen é um monte funerário situado na antiga paróquia de Vendel, na comuna de Tierpe, a 30 quilômetros da cidade de Upsália, na Suécia. Segundo a tradição, é o túmulo do rei lendário Ótaro Corvo de Madeira. Tem um diâmetro de 37 metros e uma altura de 6 metros. Sua construção parece ter tido lugar por volta de 500, na Era de Vendel. Nas escavações arqueológicas no início do século XX, foram encontrados os restos mortais de um homem e uma mulher, ainda não identificados. Vários objetos foram igualmente achados no local, entre os quais uma urna de madeira contendo cinza, um pente, uma moeda de 477, provavelmente usada como joia.

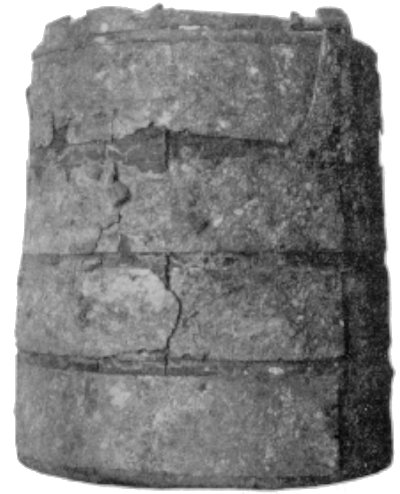
Urna de madeira com cinzas
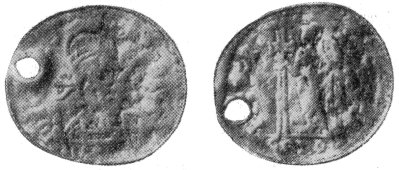
Moeda usada como joia